# 代議士秘書の犯罪
『代議士秘書の犯罪』（だいぎしひしょのはんざい）は、1990年10月29日にTBS系列の『月曜ドラマスペシャル』枠で月曜日の21:00 - 22:54（JST）に放送されたタモリ・藤井郁弥（現・藤井フミヤ）ほか主演の単発テレビドラマ。このドラマでは、タモリはトレードマークのサングラスを着用していない。
放送後、1991年5月13日に放送された同じく、タモリ・江口洋介ほか主演の単発テレビドラマ『不連続爆破事件』が放送され、共にVHSにてビデオソフト化されているが、2024年4月現在、DVDソフト化や・ネット配信はされていない。

## サブタイトル
新聞の「テレビ欄」版
『代議士がボケた、タモリ VS フミヤ 秘書二人の野望と対立』
ビデオ版
『地盤・看板・カバンが命!利権渦巻く政治の世界は金が物奪う選挙戦。タモリが公金横領の代議士秘書に!!』

## ストーリー
間近に迫る選挙戦を前に、二連木代議士（大滝）がお国入り。第一秘書の安田（タモリ）はボケ始めた代議士に気づくが、隠したまま選挙戦を戦い抜く決意をする。第二秘書の北村（藤井）は、ポスト二連木を狙う安田のライバルで後援会長の拝島（ハナ）に自分の支援を頼み、二連木の政治資金を横領する。しかし、選挙戦の最中に拝島が急死、資金横領が発覚してしまう。

## 主演者
- 安田第一秘書：タモリ
- 北村第二秘書：藤井郁弥
- 拝島後援会長：ハナ肇
- 二連木代議士：大滝秀治
- 中村繁之
- 菅井きん
- 河合美智子
- 石倉三郎
- 佐野史郎
- 浅利香津代
- 大塚周夫
- 絵沢萌子
- 安田伸
- 西尾麻里
- 林昭夫
- 高山弘
- 大和田多美恵
- 大野英憲
- 佐藤弘
- 村上浩司
- 花柳喜久岳
- 牧口元美
- 番哲也
- 西崎博
- 水島雅人
- 中村仁美
- 長屋千世
- 有村かおり（元TBSアナウンサー）
- 林美雄（同上）

## スタッフ
- 脚本：清水有生
- 音楽：タブラトゥーラ
- 技術：高田裕
- カメラ：小川信明
- VE：石田敦
- 照明：田頭祐介
- 音声：清水昭人
- 音響：寺田卓夫
- 選曲：山内直樹
- 編集：佐藤雅之
- 美術制作：佐藤隆男
- デザイン：山田栄
- 装飾：宮代政明
- 化粧：斉藤万里子
- 衣装：十川誠
- 大道具：加藤智通
- 小道具：宮代政明、飯田恵一
- 持道具：黒田淳子
- 振り付け：花柳すみ
- CG：塩川公彦
- 制作：近藤郁勝
- 演出：佐藤健光
- プロデューサー：伊藤一尋、加藤嘉一
- 制作協力：田辺エージェンシー
- 製作著作：TBS

## 関連番組
- 月曜ドラマスペシャル
  - 自主退学（1990年4月23日放送）
  - 不連続爆破事件（1991年5月13日放送）
- 源義経